# Amazoňan kubánský
Amazoňan kubánský (Amazona leucocephala) je druh středně velkého ptáka s převážně světle zeleným zbarvením. Ve volné přírodě jej lze najít v suchých lesích Kuby, Baham a Kajmanských ostrovů v Karibiku. Amazoňan kubánský je současně i jedním z nejčastěji chovaných amazoňanů a větších papoušků v Česku, k vidění je zde běžně jak v zoologických zahradách tak u soukromých chovatelů.

## Taxonomie
Tradičně všechny zdroje uvádí čtyři poddruhy, ty se liší množstvím červeného peří na hrudi i velikosti, avšak především rozšířením.
- Amazoňan kubánský východní (A. l. leucocephala): vyskytuje se po celé Kubě, včetně Isla de la Juventud.
- Amazoňan kubánský bahamský (A. l. bahamensis): existují celkem dvě větší populace na Bahamách, jedna na Abaco a další jedna na Velké Inague. V minulosti existovalo několik populací i na Acklins a Crooked Island.
- Amazoňan kubánský kajmanský (A. l. caymanensis): žije pouze na Kajmanských ostrovech.
- Amazoňan kubánský malý (A. l. hesterna): v současné době pouze na Cayman Brac, dříve i na Little Cayman.

A. l. palmarum byl považován za samostatný poddruh žijící na západní Kubě a Isla de la Juventud. Za samostatný byl považován především na základě rozdílů v barevnosti peří, roku 1928 byl ale tento poddruh přezkoumán a zjistilo se, že barevně jiné peří souvisí se stářím ptáků, proto se běžně tento poddruh neuvádí.

## Popis

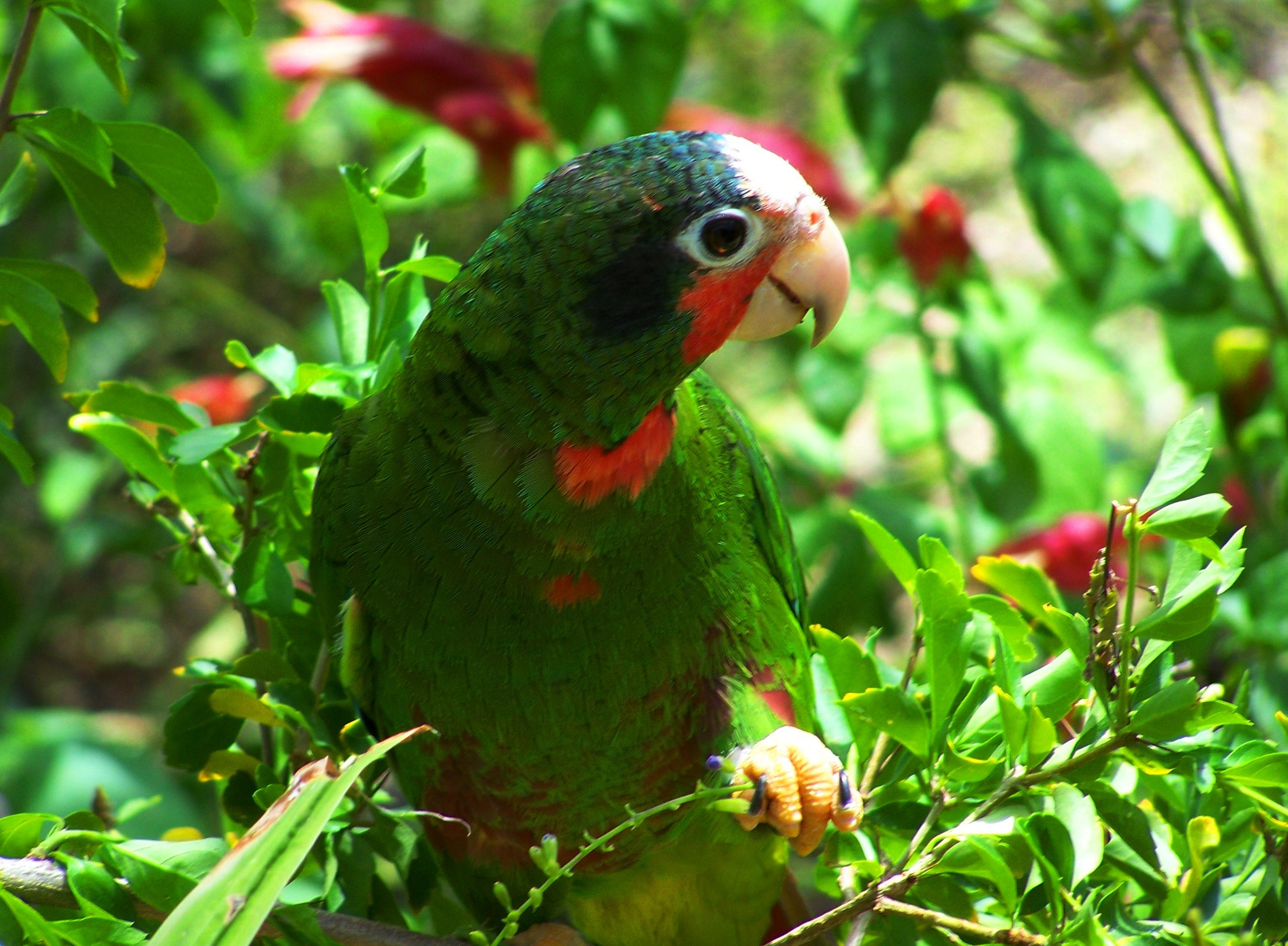
Amazoňan kubánský kajmanský

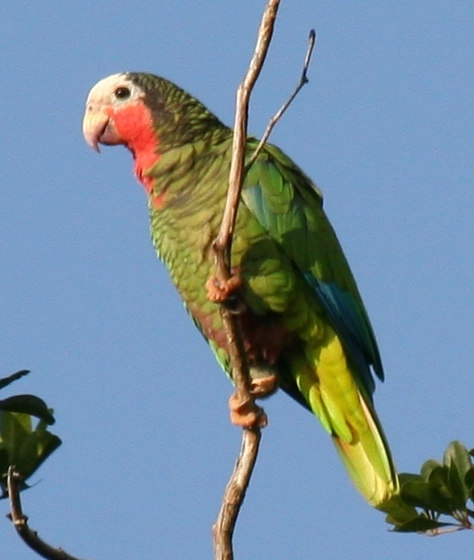
Amazoňan kubánský východní

Amazoňan kubánský je středně velký papoušek s délkou těla od 28 do 33 cm. Zbarvení peří je především zelené, na vnitřní nebo vnější křídel lze občas najít i peří modré. Veškeré zelené peří je lemované slabým červeným proužkem. Hrdlo a horní část hrudi jsou světle růžové, čelo a okolí očí jsou bílé. V závislosti na poddruhu mohou mít ptáci na velké části hrudníku temně rudé peří. Zobák je světle růžový nebo pleťové barvy, stejně jako nohy, avšak ty mívají spíše růžový odstín. Mladí jedinci se od dospělých liší především úplně chybějícím rudým peřím na hrudi (u výjimek mohou mít mláďata několik rudých per na hrudi, avšak není to příliš časté). Hlava nedospělých je také bledě žlutá, nikoliv čistě bílá.

## Výskyt a populace

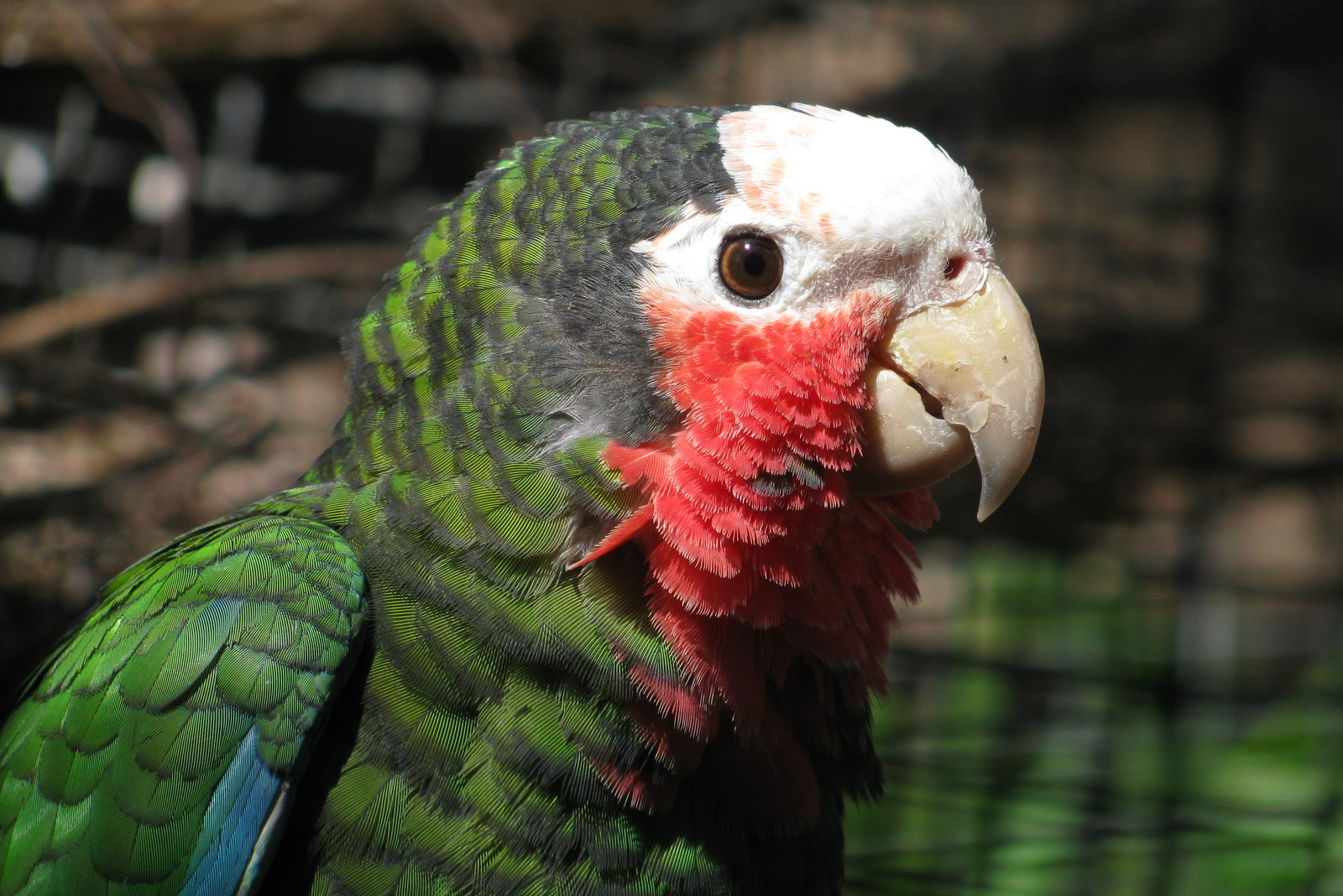
Jedinec žijící v zajetí ve Španělsku

Amazoňan kubánský se vyskytuje na různých stanovištích v Karibiku, především na ostrovech Bahamy, Kuba a Kajmanské ostrovy. V dřívější dobách bylo možné je nalézt na celé Kubě, avšak dnes jsou jejich populace spíše roztroušené po Isla de la Juventud. Okolo 10 000 jedinců tedy žije na Kubě, včetně asi 1 100 až 1 320 na Isla de la Juventud.
Na Kajmanských ostrovech žijí amazoňané kubánští v suchých lesích a v okolí obdělávané půdy. Populace zde jsou odhadovány na 3 400 jedinců (na základě průzkumu provedeného v roce 2006), na Cayman Brac žije něco okolo 400 jedinců. Populace na Little Cayman byla vyhubena již roku 1940.
Na Abaco žije podle odhadů asi 3 550 kusů, zatímco na Inagua to v roce 2006 bylo okolo 6 350 kusů. Populace na Acklins a Crooked Island vyhubeny 1940.

## Ekologie

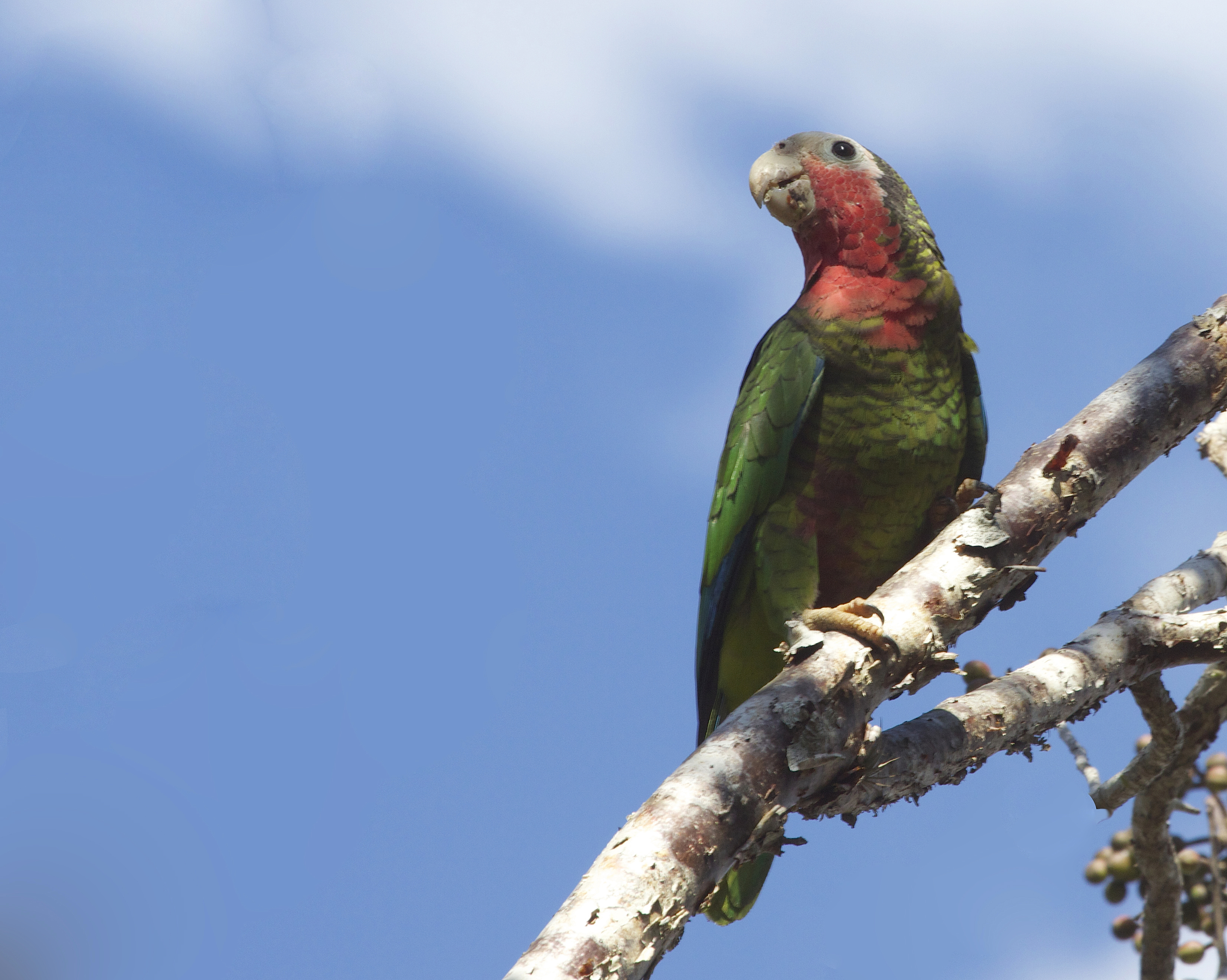
Divoce žijící pták

V zimě se amazoňan kubánský shromažďuje do hejn a během období rozmnožování se rozptýlí do jednotlivých párů. Toto období probíhá od března do září a tento druh s oblibou hnízdí v dutinách stromů, jen populace na Abaco hnízdo ve škvírách ve vápencových skálách, aby se uchránila před četnými požáry. Do provizorního hnízda samice snese čtyři čistě bílá vejce, která jsou samicí inkubována po dobu 26 až 28 dnů.
Živí se velkým množstvím plodů a semen, včetně plodů arekovitých stromů.

## Stav ohrožení
Vzhledem k pokračujícímu ničení přirozeného prostředí amazoňanů kubánských, častých přírodních katastrof a odchytu divoce žijících ptáků pytláky je tento druh dle IUCN označován jako téměř ohrožený (NT). Amazoňana kubánského najdeme na první příloze CITES, která zakazuje mezinárodní obchod s těmito ptáky.